# 브래포드 잉글리쉬
브래드퍼드 잉글리시(Bradford English, 1943년 1월 1일 ~ )는 미국의 배우이다.

## 출연 작품
- 할로윈 6 (1995년)
- 하이어런닝 (1995년)
- 섹스와 사랑 (1993년)
- 다잉 투 러브 (1993년)
- 원초적 본능 (1992년)
- 사랑의 행로 (1989년)
- 비키니 숍 (1986년)
- 세기의 거래 (1983년)
- 코작 (1973년)
- 도청 작전 (1971년)